# Феллайни, Маруан
Маруа́н Феллайни́-Баккьюи́ (фр. Marouane Fellaini-Bakkioui; род. 22 ноября 1987, Эттербек, Бельгия) — бельгийский футболист, полузащитник. Участник чемпионатов мира 2014 и 2018 годов, чемпионата Европы 2016 года и летних Олимпийских игр 2008 года в составе сборной Бельгии.
Известен своим высоким ростом (194 см) и причёской в стиле «афро».

## Ранние годы и личная жизнь
Маруан Феллайни родился в семье марокканцев из Танжера. Детство провёл в Брюсселе. У него есть брат-близнец Мансур (Mansour Fellaini). Его отец, Абделлатиф, был вратарём в марокканских клубах «Раджа» и «Хассани Агадир». В 1972 году он переехал в Бельгию, но не смог играть в футбол за бельгийские клубы, так как футбольная федерация Марокко не предоставила необходимые документы. После этого отец Маруана стал водителем автобуса в STIB/MIVB.
Маруан является мусульманином.
Начал заниматься футболом с 8 лет в академии «Андерлехта». Через три года перешёл в клуб «Монс». В дальнейшем выступал за молодёжные команды «Буссу Дур Боринаж» и «Шарлеруа».

## Клубная карьера

### «Стандард»
В 2004 году Феллайни перешёл в льежский «Стандард». В основном составе клуба из Льежа дебютировал через два года. С 2006 по 2008 год, выступая за «Стандард», сыграл 84 матча и отметился 11 забитыми мячами.

### «Эвертон»

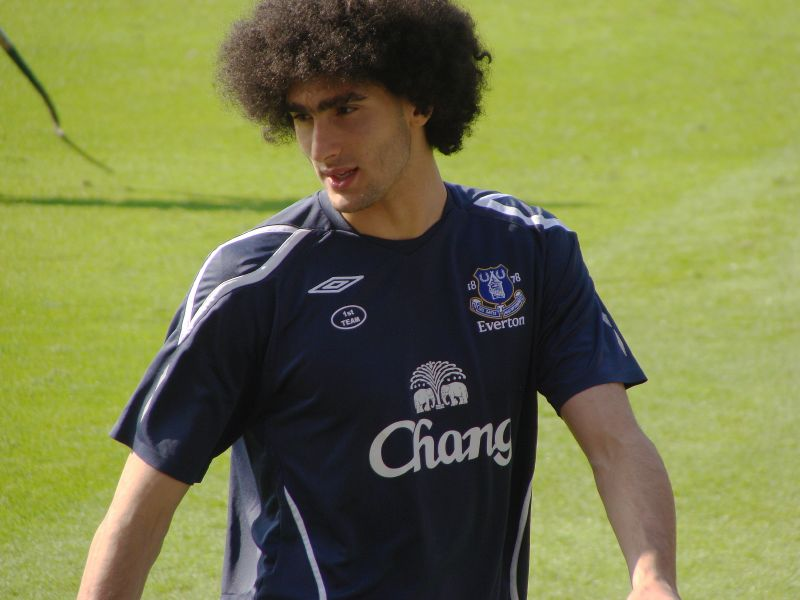
Маруан в составе «Эвертона» в 2009 году

2 сентября 2008 года, в самом конце летнего трансферного окна, Маруан перешёл в ливерпульский «Эвертон», подписав с клубом пятилетний контракт. «Ириски» заплатили за бельгийца 15 млн фунтов, что стало клубным рекордом. Дебют Феллайни в составе «Эвертона» состоялся 14 сентября 2008 года в победной игре против «Сток Сити». Первый гол за «Эвертон» Феллайни забил 5 октября в ворота «Ньюкасл Юнайтед». По итогам своего дебютного сезона на «Гудисон Парк», в котором он сыграл 35 матчей и забил 9 голов, Феллайни был признан лучшим молодым игроком команды.
В новом сезоне Феллайни стал одним из лидеров команды, однако 6 февраля Сотириос Кириакос в мерсисайдском дерби нанёс бельгийцу серьёзную травму, из-за которой он был вынужден пропустить остаток сезона. В сезоне 2010/11 вернулся в основу «Эвертона», но как и в предыдущем сезоне из-за травмы был вынужден досрочно его завершить.
17 ноября 2011 года Феллайни подписал новый пятилетний контракт с «Эвертоном».

### «Манчестер Юнайтед»

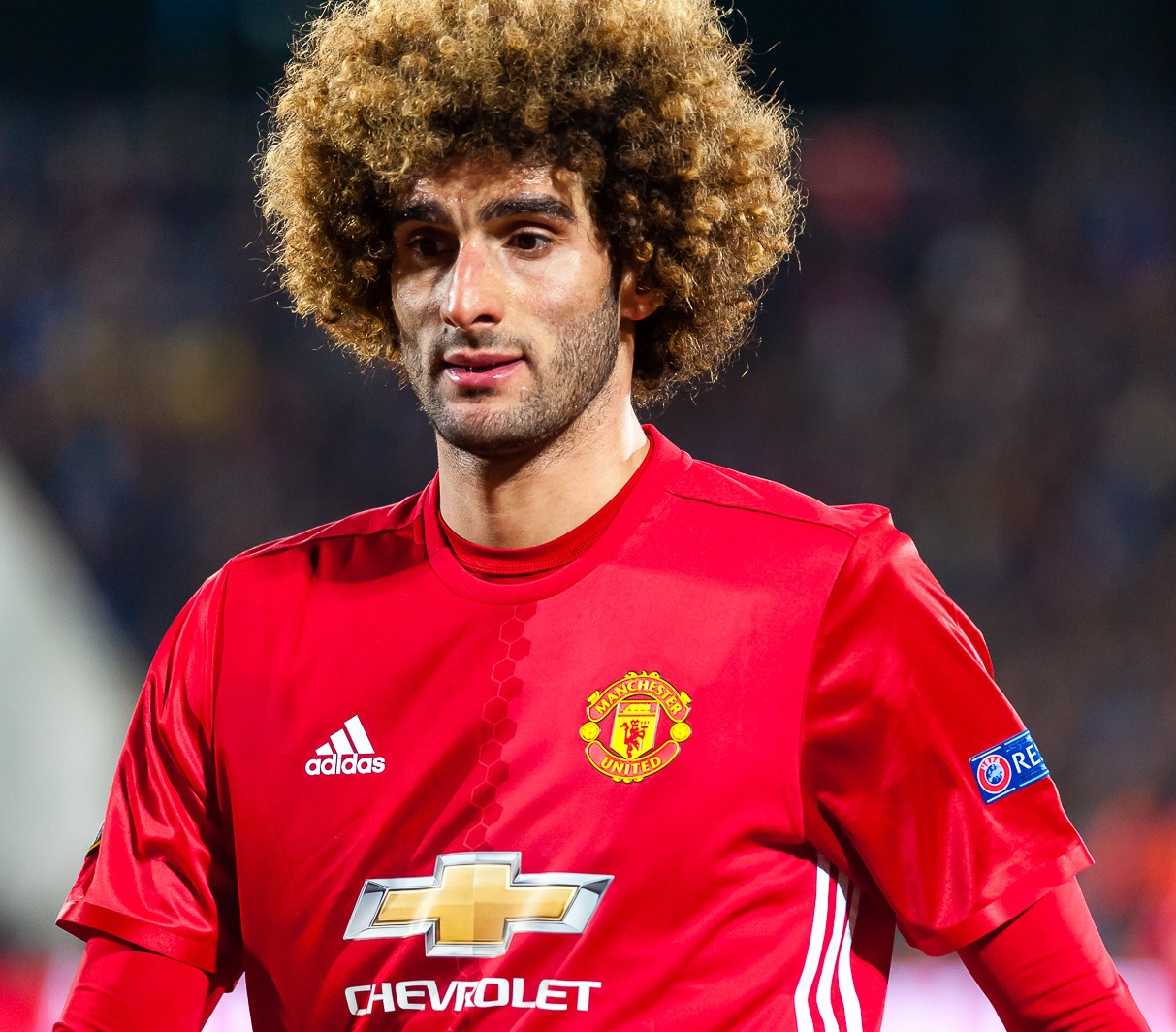
Феллайни в составе МЮ в 2017 году

3 сентября 2013 года, в последние часы трансферного окна Маруан стал игроком «Манчестер Юнайтед». Сумма трансфера составила 27,5 млн фунтов. 14 сентября Феллайни дебютировал за «Юнайтед», выйдя на замену в матче против «Кристал Пэлас». Свой первый гол за «Манчестер Юнайтед» Феллайни забил в ворота «Вест Бромвич Альбион» 20 октября 2014 года. В целом сезон 2014/15 Феллайни смог провести на высоком уровне. Он помог команде в некоторых принципиальных матчах, на его счету голы в ворота «Тоттенхэм Хотспур» и «Манчестер Сити».
29 июня 2018 года Феллайни продлил свой контракт с «Манчестер Юнайтед» до 2020 года с опцией продления ещё на сезон.

### «Шаньдун Тайшань»
1 февраля 2019 года 31-летний Маруан подписал контракт с китайским клубом «Шаньдун Тайшань». В сезоне 2019 года сыграл 22 матча в чемпионате Китая и забил 8 мячей.
В феврале 2024 года объявил о завершении игровой карьеры.

## Карьера в сборной

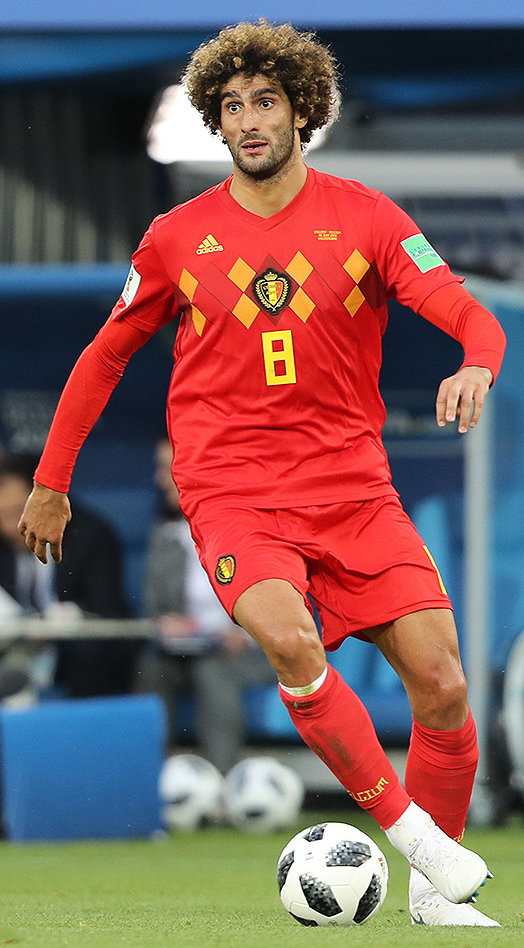
Феллайни на чемпионате мира 2018 года

В составе сборной Бельгии участвовал в футбольном турнире летних Олимпийских играх 2008 года в Пекине, где его команда заняла четвёртое место.
Уже в 19 лет Маруан стал играть за взрослую сборную Бельгии. Первый мяч за сборную он забил 24 марта 2007 года в ворота команды Португалии в Брюсселе на стадионе короля Бодуэна.
На чемпионате мира 2014 года в Бразилии забил мяч в ворота сборной Алжира (2:1). Феллайни отыграл полные матчи на стадии 1/8 финала против сборной США (2:1) и 1/4 финала против сборной Аргентины (0:1).
28 марта 2015 года сделал дубль в ворота сборной Кипра в домашнем отборочном матче чемпионата Европы 2016 года (5:0). 7 июня 2015 года забил два мяча сборной Франции в результативном товарищеском матче на стадионе «Сен-Дени» в Париже (4:3).
2 июля 2018 года на чемпионате мира в России вышел на замену во втором тайме и забил мяч сборной Японии в матче 1/8 финала (3:2). Это был 18-й и последний в карьере Маруана гол за сборную Бельгии. 6 июля отыграл весь матч в четвертьфинале против Бразилии (2:1). 10 июля вышел в основном составе и отыграл 80 минут в полуфинале чемпионата мира против сборной Франции (0:1). 14 июля в матче за третье место против Англии (2:0) Маруан на поле не выходил.
В марте 2019 года, вскоре после переезда в Китай, игрок заявил о завершении карьеры за сборную Бельгии.

## Достижения

### Командные достижения
Стандард (Льеж)
- Чемпион Бельгии: 2007/08
- Обладатель Суперкубка Бельгии: 2008

Манчестер Юнайтед
- Обладатель Кубка Англии: 2016
- Обладатель Кубка Футбольной лиги: 2017
- Обладатель Суперкубка Англии: 2016
- Победитель Лиги Европы УЕФА: 2017

### Личные достижения
- Лучший футболист африканского происхождения в чемпионате Бельгии: 2008
- Лучший молодой игрок «Эвертона»: 2009
- Игрок месяца английской Премьер-лиги: ноябрь 2012

## Статистика выступлений

### Клубная карьера
| Клуб              | Сезон            | Лига | Лига | Кубки | Кубки | Еврокубки | Еврокубки | Прочие | Прочие | Итого | Итого |
| Клуб              | Сезон            | Игры | Голы | Игры  | Голы  | Игры      | Голы      | Игры   | Голы   | Игры  | Голы  |
| ----------------- | ---------------- | ---- | ---- | ----- | ----- | --------- | --------- | ------ | ------ | ----- | ----- |
| Стандард (Льеж)   | 2006/07          | 30   | 3    | 7     | 1     | 3         | 0         | 0      | 0      | 40    | 4     |
| Стандард (Льеж)   | 2007/08          | 31   | 6    | 5     | 1     | 3         | 0         | 0      | 0      | 39    | 7     |
| Стандард (Льеж)   | 2008/09          | 3    | 0    | 0     | 0     | 2         | 0         | 0      | 0      | 5     | 0     |
| Стандард (Льеж)   | Итого            | 64   | 9    | 12    | 2     | 8         | 0         | 0      | 0      | 84    | 11    |
| Эвертон           | 2008/09          | 30   | 8    | 5     | 1     | 0         | 0         | 0      | 0      | 35    | 9     |
| Эвертон           | 2009/10          | 23   | 2    | 4     | 0     | 7         | 1         | 0      | 0      | 34    | 3     |
| Эвертон           | 2010/11          | 20   | 1    | 5     | 2     | 0         | 0         | 0      | 0      | 25    | 3     |
| Эвертон           | 2011/12          | 34   | 3    | 9     | 2     | 0         | 0         | 0      | 0      | 43    | 5     |
| Эвертон           | 2012/13          | 31   | 11   | 5     | 1     | 0         | 0         | 0      | 0      | 36    | 12    |
| Эвертон           | 2013/14          | 3    | 0    | 1     | 1     | 0         | 0         | 0      | 0      | 4     | 1     |
| Эвертон           | Итого            | 141  | 25   | 29    | 7     | 7         | 1         | 0      | 0      | 177   | 33    |
| Манчестер Юнайтед | 2013/14          | 16   | 0    | 0     | 0     | 5         | 0         | 0      | 0      | 21    | 0     |
| Манчестер Юнайтед | 2014/15          | 27   | 6    | 4     | 1     | 0         | 0         | 0      | 0      | 31    | 7     |
| Манчестер Юнайтед | 2015/16          | 18   | 1    | 8     | 2     | 8         | 1         | 0      | 0      | 34    | 4     |
| Манчестер Юнайтед | 2016/17          | 28   | 1    | 7     | 2     | 11        | 0         | 1      | 0      | 47    | 3     |
| Манчестер Юнайтед | 2017/18          | 16   | 4    | 3     | 0     | 4         | 1         | 0      | 0      | 23    | 5     |
| Манчестер Юнайтед | 2018/19          | 14   | 0    | 2     | 1     | 5         | 1         | 0      | 0      | 21    | 2     |
| Манчестер Юнайтед | Итого            | 119  | 12   | 24    | 6     | 33        | 3         | 1      | 0      | 177   | 21    |
| Всего за карьеру  | Всего за карьеру | 324  | 46   | 65    | 15    | 48        | 4         | 1      | 0      | 438   | 65    |

### Карьера в сборной
| Матчи и голы Маруана Феллайни за сборную Бельгии | Матчи и голы Маруана Феллайни за сборную Бельгии | Матчи и голы Маруана Феллайни за сборную Бельгии | Матчи и голы Маруана Феллайни за сборную Бельгии | Матчи и голы Маруана Феллайни за сборную Бельгии | Матчи и голы Маруана Феллайни за сборную Бельгии | Матчи и голы Маруана Феллайни за сборную Бельгии | Матчи и голы Маруана Феллайни за сборную Бельгии |
| №                                                | Дата                                             | Место проведения                                 | Соперник                                         | Счёт                                             | Голы                                             | Турнир                                           | Примечание                                       |
| ------------------------------------------------ | ------------------------------------------------ | ------------------------------------------------ | ------------------------------------------------ | ------------------------------------------------ | ------------------------------------------------ | ------------------------------------------------ | ------------------------------------------------ |
| 1                                                | 7 февраля 2007                                   | Генк                                             | Чехия                                            | 0:2                                              |                                                  | Товарищеский матч                                |                                                  |
| 2                                                | 24 марта 2007                                    | Лиссабон                                         | Португалия                                       | 0:4                                              |                                                  | Отборочный матч к ЧЕ-2008                        | 58'                                              |
| 3                                                | 2 июня 2007                                      | Брюссель                                         | Португалия                                       | 1:2                                              | 55′                                              | Отборочный матч к ЧЕ-2008                        |                                                  |
| 4                                                | 6 июня 2007                                      | Хельсинки                                        | Финляндия                                        | 0:2                                              |                                                  | Отборочный матч к ЧЕ-2008                        | 16' 51'                                          |
| 5                                                | 12 сентября 2007                                 | Алма-Ата                                         | Казахстан                                        | 2:2                                              |                                                  | Отборочный матч к ЧЕ-2008                        | 75' 84'                                          |
| 6                                                | 17 октября 2007                                  | Брюссель                                         | Армения                                          | 3:0                                              |                                                  | Отборочный матч к ЧЕ-2008                        |                                                  |
| 7                                                | 17 ноября 2007                                   | Хожув                                            | Польша                                           | 0:2                                              |                                                  | Отборочный матч к ЧЕ-2008                        |                                                  |
| 8                                                | 21 ноября 2007                                   | Баку                                             | Азербайджан                                      | 1:0                                              |                                                  | Отборочный матч к ЧЕ-2008                        | 81'                                              |
| 9                                                | 26 марта 2008                                    | Брюссель                                         | Марокко                                          | 1:4                                              |                                                  | Товарищеский матч                                | 46'                                              |
| 10                                               | 30 мая 2008                                      | Флоренция                                        | Италия                                           | 1:3                                              |                                                  | Товарищеский матч                                |                                                  |
| 11                                               | 6 сентября 2008                                  | Льеж                                             | Эстония                                          | 3:2                                              |                                                  | Отборочный матч к ЧМ-2010                        |                                                  |
| 12                                               | 10 сентября 2008                                 | Стамбул                                          | Турция                                           | 1:1                                              |                                                  | Отборочный матч к ЧМ 2010                        |                                                  |
| 13                                               | 11 октября 2008                                  | Брюссель                                         | Армения                                          | 2:0                                              | 37′                                              | Отборочный матч к ЧМ-2010                        |                                                  |
| 14                                               | 15 октября 2008                                  | Брюссель                                         | Испания                                          | 1:2                                              |                                                  | Отборочный матч к ЧМ-2010                        |                                                  |
| 15                                               | 28 марта 2009                                    | Генк                                             | Босния и Герцеговина                             | 2:4                                              |                                                  | Отборочный матч к ЧМ-2010                        | 35'                                              |
| 16                                               | 1 апреля 2009                                    | Зеница                                           | Босния и Герцеговина                             | 1:2                                              |                                                  | Отборочный матч к ЧМ 2010                        |                                                  |
| 17                                               | 12 августа 2009                                  | Теплице                                          | Чехия                                            | 1:3                                              |                                                  | Товарищеский матч                                | 46'                                              |
| 18                                               | 5 сентября 2009                                  | Ла-Корунья                                       | Испания                                          | 0:5                                              |                                                  | Отборочный матч к ЧМ-2010                        | 42'                                              |
| 19                                               | 10 октября 2009                                  | Брюссель                                         | Турция                                           | 2:0                                              |                                                  | Отборочный матч к ЧМ-2010                        |                                                  |
| 20                                               | 14 ноября 2009                                   | Гент                                             | Венгрия                                          | 3:0                                              | 38′                                              | Товарищеский матч                                | 87'                                              |
| 21                                               | 17 ноября 2009                                   | Седан                                            | Катар                                            | 2:0                                              |                                                  | Товарищеский матч                                |                                                  |
| 22                                               | 3 сентября 2010                                  | Брюссель                                         | Германия                                         | 0:1                                              |                                                  | Отборочный матч к ЧЕ-2012                        |                                                  |
| 23                                               | 7 сентября 2010                                  | Стамбул                                          | Турция                                           | 2:3                                              |                                                  | Отборочный матч к ЧЕ-2012                        |                                                  |
| 24                                               | 8 октября 2010                                   | Астана                                           | Казахстан                                        | 2:0                                              |                                                  | Отборочный матч к ЧЕ-2012                        | 26'                                              |
| 25                                               | 12 октября 2010                                  | Брюссель                                         | Австрия                                          | 4:4                                              | 47′                                              | Отборочный матч к ЧЕ-2012                        | 81'                                              |
| 26                                               | 17 ноября 2010                                   | Воронеж                                          | Россия                                           | 2:0                                              |                                                  | Товарищеский матч                                |                                                  |
| 27                                               | 10 августа 2011                                  | Любляна                                          | Словения                                         | 0:0                                              |                                                  | Товарищеский матч                                | 46'                                              |
| 28                                               | 2 сентября 2011                                  | Баку                                             | Азербайджан                                      | 1:1                                              |                                                  | Отборочный матч к ЧЕ-2012                        | 41'                                              |
| 29                                               | 6 сентября 2011                                  | Брюссель                                         | США                                              | 1:0                                              |                                                  | Товарищеский матч                                | 63'                                              |
| 30                                               | 11 октября 2011                                  | Дюссельдорф                                      | Германия                                         | 1:3                                              | 86′                                              | Отборочный матч к ЧЕ-2012                        |                                                  |
| 31                                               | 11 ноября 2011                                   | Льеж                                             | Румыния                                          | 2:1                                              |                                                  | Товарищеский матч                                |                                                  |
| 32                                               | 15 ноября 2011                                   | Париж                                            | Франция                                          | 0:0                                              |                                                  | Товарищеский матч                                |                                                  |
| 33                                               | 29 февраля 2012                                  | Ираклион                                         | Греция                                           | 1:1                                              |                                                  | Товарищеский матч                                |                                                  |
| 34                                               | 25 мая 2012                                      | Брюссель                                         | Черногория                                       | 2:2                                              |                                                  | Товарищеский матч                                |                                                  |
| 35                                               | 2 июня 2012                                      | Лондон                                           | Англия                                           | 0:1                                              |                                                  | Товарищеский матч                                |                                                  |
| 36                                               | 7 сентября 2012                                  | Кардифф                                          | Уэльс                                            | 2:0                                              |                                                  | Отборочный матч к ЧМ-2014                        |                                                  |
| 37                                               | 11 сентября] 2012                                | Брюссель                                         | Хорватия                                         | 1:1                                              |                                                  | Отборочный матч к ЧМ-2014                        | 67'                                              |
| 38                                               | 14 ноября 2012                                   | Бухарест                                         | Румыния                                          | 1:2                                              |                                                  | Товарищеский матч                                |                                                  |
| 39                                               | 22 марта 2013                                    | Скопье                                           | Македония                                        | 2:0                                              |                                                  | Отборочный матч к ЧМ 2014                        |                                                  |
| 40                                               | 26 марта 2013                                    | Брюссель                                         | Македония                                        | 1:0                                              |                                                  | Отборочный матч к ЧМ-2014                        | 90'                                              |
| 41                                               | 29 мая 2013                                      | Кливленд                                         | США                                              | 4:2                                              | 65′                                              | Товарищеский матч                                |                                                  |
| 42                                               | 7 июня 2013                                      | Брюссель                                         | Сербия                                           | 2:1                                              | 60′                                              | Отборочный матч к ЧМ 2014                        | 72'                                              |
| 43                                               | 14 августа 2013                                  | Брюссель                                         | Франция                                          | 0:0                                              |                                                  | Товарищеский матч                                |                                                  |
| 44                                               | 6 сентября 2013                                  | Глазго                                           | Шотландия                                        | 2:0                                              |                                                  | Отборочный матч к ЧМ-2014                        | 15' 72'                                          |
| 45                                               | 11 октября 2013                                  | Загреб                                           | Хорватия                                         | 2:1                                              |                                                  | Отборочный матч к ЧМ-2014                        | 60'                                              |
| 46                                               | 14 ноября 2013                                   | Брюссель                                         | Колумбия                                         | 0:2                                              |                                                  | Товарищеский матч                                |                                                  |
| 47                                               | 19 ноября 2013                                   | Брюссель                                         | Япония                                           | 2:3                                              |                                                  | Товарищеский матч                                | 46'                                              |
| 48                                               | 5 марта 2014                                     | Брюссель                                         | Кот-д’Ивуар                                      | 2:2                                              | 17′                                              | Товарищеский матч                                | 46'                                              |
| 49                                               | 26 мая 2014                                      | Генк                                             | Люксембург                                       | 5:1                                              |                                                  | Товарищеский матч                                | 15' 72'                                          |
| 50                                               | 1 июня 2014                                      | Сольна                                           | Швеция                                           | 2:0                                              |                                                  | Товарищеский матч                                | 79'                                              |
| 51                                               | 7 июня 2014                                      | Брюссель                                         | Тунис                                            | 1:0                                              |                                                  | Товарищеский матч                                | 46'                                              |
| 52                                               | 17 июня 2014                                     | Белу-Оризонти                                    | Алжир                                            | 2:1                                              | 70′                                              | ЧМ-2014. Групповой этап                          | 65'                                              |
| 53                                               | 22 июня 2014                                     | Рио-де-Жанейро                                   | Россия                                           | 1:0                                              |                                                  | ЧМ-2014. Групповой этап                          |                                                  |
| 54                                               | 26 июня 2014                                     | Сан-Паулу                                        | Республика Корея                                 | 1:0                                              |                                                  | ЧМ-2014. Групповой этап                          |                                                  |
| 55                                               | 1 июля 2014                                      | Назаре                                           | США                                              | 2:1                                              |                                                  | ЧМ-2014. Плей-офф                                |                                                  |
| 56                                               | 5 июля 2014                                      | Бразилиа                                         | Аргентина                                        | 0:1                                              |                                                  | ЧМ-2014. Плей-офф                                |                                                  |
| 57                                               | 10 октября 2014                                  | Брюссель                                         | Андорра                                          | 6:0                                              |                                                  | Отборочный матч к Евро-2016                      | 61'                                              |
| 58                                               | 13 октября 2014                                  | Зеница                                           | Босния и Герцеговина                             | 1:1                                              |                                                  | Отборочный матч к ЧЕ-2016                        | 78'                                              |
| 59                                               | 12 ноября 2014                                   | Брюссель                                         | Исландия                                         | 3:1                                              |                                                  | Товарищеский матч                                |                                                  |
| 60                                               | 16 ноября 2014                                   | Брюссель                                         | Уэльс                                            | 0:0                                              |                                                  | Отборочный матч к ЧЕ-2016                        |                                                  |
| 61                                               | 28 марта 2015                                    | Брюссель                                         | Кипр                                             | 5:0                                              | 21′ 66′                                          | Отборочный матч к ЧЕ-2016                        | 69'                                              |
| 62                                               | 31 марта 2015                                    | Иерусалим                                        | Израиль                                          | 1:0                                              | 9′                                               | Отборочный матч к ЧЕ-2016                        |                                                  |
| 63                                               | 7 июля 2015                                      | Сен-Дени                                         | Франция                                          | 4:3                                              | 17′ 42′                                          | Товарищеский матч                                | 77'                                              |
| 64                                               | 3 сентября 2015                                  | Брюссель                                         | Босния и Герцеговина                             | 3:1                                              | 23′                                              | Отборочный матч к ЧЕ-2016                        |                                                  |
| 65                                               | 6 сентября 2015                                  | Строволос                                        | Кипр                                             | 1:0                                              |                                                  | Отборочный матч к ЧЕ-2016                        | 64'                                              |
| 66                                               | 13 октября 2015                                  | Брюссель                                         | Израиль                                          | 3:1                                              |                                                  | Отборочный матч к ЧЕ-2016                        | 66'                                              |
| 67                                               | 29 марта 2016                                    | Лейрия                                           | Португалия                                       | 1:2                                              |                                                  | Товарищеский матч                                | 79'                                              |
| 68                                               | 28 мая 2016                                      | Ланси                                            | Швейцария                                        | 2:1                                              |                                                  | Товарищеский матч                                | 85'                                              |
| 69                                               | 1 июня 2016                                      | Брюссель                                         | Финляндия                                        | 1:1                                              |                                                  | Товарищеский матч                                | 79'                                              |
| 70                                               | 5 июня 2016                                      | Брюссель                                         | Норвегия                                         | 3:2                                              |                                                  | Товарищеский матч                                | 57'                                              |
| 71                                               | 13 июня 2016                                     | Десин-Шарпьё                                     | Италия                                           | 0:2                                              |                                                  | ЧЕ-2016. Групповой этап                          |                                                  |
| 72                                               | 26 июня 2016                                     | Тулуза                                           | Венгрия                                          | 4:0                                              |                                                  | ЧЕ-2016. Плей-офф                                | 81' 92'                                          |
| 73                                               | 1 июля 2016                                      | Вильнёв-д'Аск                                    | Уэльс                                            | 1:3                                              |                                                  | ЧЕ-2016. Плей-офф                                | 46' 59'                                          |
| 74                                               | 6 сентября 2016                                  | Строволос                                        | Кипр                                             | 3:0                                              |                                                  | Отборочный матч к ЧМ-2018                        | 84' 59'                                          |
| 75                                               | 7 октября 2016                                   | Брюссель                                         | Босния и Герцеговина                             | 4:0                                              |                                                  | Отборочный матч к ЧМ-2018                        |                                                  |
| 76                                               | 25 марта 2017                                    | Брюссель                                         | Греция                                           | 1:1                                              |                                                  | Отборочный матч к ЧМ-2018                        | 40' 66'                                          |
| 77                                               | 5 июня 2017                                      | Брюссель                                         | Чехия                                            | 2:1                                              | 52′                                              | Товарищеский матч                                | 46'                                              |
| 78                                               | 9 июня 2017                                      | Таллин                                           | Эстония                                          | 2:0                                              |                                                  | Отборочный матч к ЧМ-2018                        |                                                  |
| 79                                               | 3 сентября 2017                                  | Пирей                                            | Греция                                           | 2:1                                              |                                                  | Отборочный матч к ЧМ-2018                        | 89'                                              |
| 80                                               | 7 октября 2017                                   | Сараево                                          | Босния и Герцеговина                             | 4:3                                              |                                                  | Отборочный матч к ЧМ-2018                        | 29'                                              |
| 81                                               | 2 июня 2018                                      | Брюссель                                         | Португалия                                       | 0:0                                              |                                                  | Товарищеский матч                                |                                                  |
| 82                                               | 6 июня 2018                                      | Брюссель                                         | Египет                                           | 2:0                                              | 90′                                              | Товарищеский матч                                | 46'                                              |
| 83                                               | 23 июня 2018                                     | Москва                                           | Тунис                                            | 5:2                                              |                                                  | ЧМ-2018. Групповой этап                          | 59'                                              |
| 84                                               | 28 июня 2018                                     | Калининград                                      | Англия                                           | 1:0                                              |                                                  | ЧМ-2018. Групповой этап                          |                                                  |
| 85                                               | 2 июля 2018                                      | Ростов-на-Дону                                   | Япония                                           | 3:2                                              | 74′                                              | ЧМ-2018. 1/8 финала                              | 65'                                              |
| 86                                               | 6 июля 2018                                      | Казань                                           | Бразилия                                         | 2:1                                              |                                                  | ЧМ-2018. 1/4 финала                              |                                                  |

Итого: 86 матчей / 18 голов; 49 побед, 16 ничьих, 21 поражение
| Матчи и голы Маруана Феллайни за сборную Бельгии (до 23 лёт) | Матчи и голы Маруана Феллайни за сборную Бельгии (до 23 лёт) | Матчи и голы Маруана Феллайни за сборную Бельгии (до 23 лёт) | Матчи и голы Маруана Феллайни за сборную Бельгии (до 23 лёт) | Матчи и голы Маруана Феллайни за сборную Бельгии (до 23 лёт) | Матчи и голы Маруана Феллайни за сборную Бельгии (до 23 лёт) | Матчи и голы Маруана Феллайни за сборную Бельгии (до 23 лёт) | Матчи и голы Маруана Феллайни за сборную Бельгии (до 23 лёт) |
| №                                                            | Дата                                                         | Место проведения                                             | Соперник                                                     | Счёт                                                         | Голы                                                         | Турнир                                                       | Примечание                                                   |
| ------------------------------------------------------------ | ------------------------------------------------------------ | ------------------------------------------------------------ | ------------------------------------------------------------ | ------------------------------------------------------------ | ------------------------------------------------------------ | ------------------------------------------------------------ | ------------------------------------------------------------ |
| 1                                                            | 7 августа 2008                                               | Шэньян                                                       | Бразилия                                                     | 0:1                                                          |                                                              | Олимпиада 2008                                               | 87' 87'                                                      |

Итого: 1 матч; 1 поражение.
| Матчи и голы Маруана Феллайни за сборную Бельгии (до 21 года) | Матчи и голы Маруана Феллайни за сборную Бельгии (до 21 года) | Матчи и голы Маруана Феллайни за сборную Бельгии (до 21 года) | Матчи и голы Маруана Феллайни за сборную Бельгии (до 21 года) | Матчи и голы Маруана Феллайни за сборную Бельгии (до 21 года) | Матчи и голы Маруана Феллайни за сборную Бельгии (до 21 года) | Матчи и голы Маруана Феллайни за сборную Бельгии (до 21 года) | Матчи и голы Маруана Феллайни за сборную Бельгии (до 21 года) |
| №                                                             | Дата                                                          | Место проведения                                              | Соперник                                                      | Счёт                                                          | Голы                                                          | Турнир                                                        | Примечание                                                    |
| ------------------------------------------------------------- | ------------------------------------------------------------- | ------------------------------------------------------------- | ------------------------------------------------------------- | ------------------------------------------------------------- | ------------------------------------------------------------- | ------------------------------------------------------------- | ------------------------------------------------------------- |
| 1                                                             | 1 сентября 2006                                               | Голуэй                                                        | Ирландия                                                      | 1:0                                                           |                                                               | Отборочный матч к МЧЕ 2007                                    | 88'                                                           |
| 2                                                             | 6 сентября 2006                                               | Антверпен                                                     | Греция                                                        | 2:1                                                           |                                                               | Отборочный матч к МЧЕ 2007                                    | 85'                                                           |
| 3                                                             | 7 октября 2006                                                | Руселаре                                                      | Болгария                                                      | 1:1                                                           |                                                               | Отборочный матч к МЧЕ 2007                                    | 88'                                                           |
| 4                                                             | 11 октября 2006                                               | София                                                         | Болгария                                                      | 2:0                                                           |                                                               | Отборочный матч к МЧЕ 2007                                    | 78'                                                           |
| 5                                                             | 10 июня 2007                                                  | Гронинген                                                     | Португалия                                                    | 0:0                                                           |                                                               | Молодёжный чемпионат Европы 2007                              |                                                               |
| 6                                                             | 13 июня 2007                                                  | Херенвен                                                      | Израиль                                                       | 1:0                                                           |                                                               | Молодёжный чемпионат Европы 2007                              | 12' 18'                                                       |
| 7                                                             | 20 июня 2007                                                  | Арнем                                                         | Сербия                                                        | 0:2                                                           |                                                               | Молодёжный чемпионат Европы 2007                              |                                                               |

Итого: 7 матчей; 4 победы, 2 ничьих, 1 поражение.
| Матчи и голы Маруана Феллайни за сборную Бельгии (до 19 лет) | Матчи и голы Маруана Феллайни за сборную Бельгии (до 19 лет) | Матчи и голы Маруана Феллайни за сборную Бельгии (до 19 лет) | Матчи и голы Маруана Феллайни за сборную Бельгии (до 19 лет) | Матчи и голы Маруана Феллайни за сборную Бельгии (до 19 лет) | Матчи и голы Маруана Феллайни за сборную Бельгии (до 19 лет) | Матчи и голы Маруана Феллайни за сборную Бельгии (до 19 лет) | Матчи и голы Маруана Феллайни за сборную Бельгии (до 19 лет) |
| №                                                            | Дата                                                         | Место проведения                                             | Соперник                                                     | Счёт                                                         | Голы                                                         | Турнир                                                       | Примечание                                                   |
| ------------------------------------------------------------ | ------------------------------------------------------------ | ------------------------------------------------------------ | ------------------------------------------------------------ | ------------------------------------------------------------ | ------------------------------------------------------------ | ------------------------------------------------------------ | ------------------------------------------------------------ |
| 1                                                            | 18 мая 2006                                                  | Турне                                                        | Англия                                                       | 2:1                                                          |                                                              | Отборочный матч к ЮЧЕ 2006                                   | 86'                                                          |
| 2                                                            | 20 мая 2006                                                  | Ронсе                                                        | Сербия и Черногория                                          | 1:1                                                          |                                                              | Отборочный матч к ЮЧЕ 2006                                   | 86'                                                          |
| 3                                                            | 22 мая 2006                                                  | Тюбиз                                                        | Северная Ирландия                                            | 3:2                                                          | 7′                                                           | Отборочный матч к ЮЧЕ 2006                                   |                                                              |
| 4                                                            | 18 июля 2006                                                 | Победзиска                                                   | Чехия                                                        | 4:2                                                          |                                                              | Юношеский чемпионат Европы 2006                              |                                                              |
| 5                                                            | 20 июля 2006                                                 | Вронки                                                       | Польша                                                       | 1:4                                                          |                                                              | Юношеский чемпионат Европы 2006                              | 82'                                                          |
| 6                                                            | 23 июля 2006                                                 | Вронки                                                       | Австрия                                                      | 1:4                                                          |                                                              | Юношеский чемпионат Европы 2006                              | 68'                                                          |

Итого: 6 матчей / 1 гол; 3 победы, 1 ничья, 2 поражения.
| Матчи и голы Маруана Феллайни за сборную Бельгии (до 18 лет) | Матчи и голы Маруана Феллайни за сборную Бельгии (до 18 лет) | Матчи и голы Маруана Феллайни за сборную Бельгии (до 18 лет) | Матчи и голы Маруана Феллайни за сборную Бельгии (до 18 лет) | Матчи и голы Маруана Феллайни за сборную Бельгии (до 18 лет) | Матчи и голы Маруана Феллайни за сборную Бельгии (до 18 лет) | Матчи и голы Маруана Феллайни за сборную Бельгии (до 18 лет) | Матчи и голы Маруана Феллайни за сборную Бельгии (до 18 лет) |
| №                                                            | Дата                                                         | Место проведения                                             | Соперник                                                     | Счёт                                                         | Голы                                                         | Турнир                                                       | Примечание                                                   |
| ------------------------------------------------------------ | ------------------------------------------------------------ | ------------------------------------------------------------ | ------------------------------------------------------------ | ------------------------------------------------------------ | ------------------------------------------------------------ | ------------------------------------------------------------ | ------------------------------------------------------------ |
| 1                                                            | 20 сентября 2004                                             | Дамфрис                                                      | Шотландия                                                    | 0:0                                                          |                                                              | Международный турнир                                         | 82'                                                          |
| 2                                                            | 25 апреля 2005                                               | Злате Моравце                                                | Польша                                                       | 0:0                                                          |                                                              | Международный турнир                                         | 41'                                                          |
| 3                                                            | 26 апреля 2005                                               | Немшова                                                      | Словакия                                                     | 2:1                                                          |                                                              | Международный турнир                                         | 41'                                                          |

Итого: 3 матча; 1 победа, 2 ничьих.
| 2007  | 8  | 1  |
| 2008  | 6  | 1  |
| 2009  | 7  | 1  |
| 2010  | 5  | 1  |
| 2011  | 6  | 1  |
| 2012  | 6  | 0  |
| 2013  | 9  | 2  |
| 2014  | 13 | 2  |
| 2015  | 6  | 6  |
| 2016  | 9  | 0  |
| 2017  | 5  | 1  |
| 2018  | 6  | 2  |
| Итого | 86 | 18 |